# Saalfeldella
Saalfeldella is een geslacht van uitgestorven kreeftachtigen uit de klasse van de Ostracoda (mosselkreeftjes).

## Soorten
- Saalfeldella stimulata Jordan, 1964 †
- Saalfeldella tenuispinosa Blumenstengel, 1965 †